# Смольково (Лямбірський район)
Смолько́во (рос. Смольково, ерз. Смольково) — село у складі Лямбірського району Мордовії, Росія. Входить до складу Саловського сільського поселення.

## Населення
Населення — 181 особа (2010; 194 у 2002).
Національний склад (станом на 2002 рік):
- росіяни — 88 %